# Курув (Островський повіт)
Курув (пол. Kurów) — село в Польщі, у гміні Нові Скальмежиці Островського повіту Великопольського воєводства.
Населення — 367 осіб (2011).

## Демографія
Демографічна структура станом на 31 березня 2011 року:
|          | Загалом | Допрацездатний вік | Працездатний вік | Постпрацездатний вік |
| -------- | ------- | ------------------ | ---------------- | -------------------- |
| Чоловіки | 185     | 51                 | 116              | 18                   |
| Жінки    | 182     | 39                 | 110              | 33                   |
| Разом    | 367     | 90                 | 226              | 51                   |